# Bulbophyllum nagelii
Bulbophyllum nagelii là một loài phong lan thuộc chi Bulbophyllum.